# Austrosetia semirufa
Austrosetia semirufa is een vlinder uit de familie wespvlinders (Sesiidae), onderfamilie Sesiinae.
Austrosetia semirufa is voor het eerst wetenschappelijk beschreven door Felder in 1874. De soort komt voor in het Afrotropisch gebied.